# Barranco del Infierno
Para el artículo sobre el barranco situado en la isla canaria de Tenerife véase Barranco del Infierno (Tenerife)

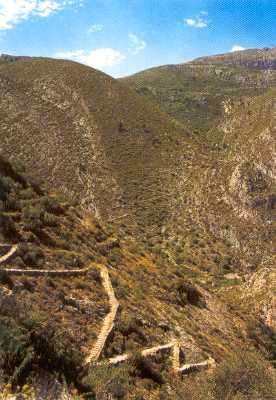
Barranco del Infierno (escalones moriscos).

El barranco del Infierno es un abrupto barranco situado en el Vall de Laguart entre las poblaciones de Benimaurell y Vall de Ebo, en la Marina Alta, de la provincia de Alicante. Este barranco está atravesado por el río Girona.
De alto interés geológico y arqueológico. En el barranco se pueden encontrar numerosos abrigos con diferentes estilos de pinturas rupestres (arte levantino, arte esquemático y arte macroesquemático).
El barranco es muy apreciado por senderistas, escaladores y barranquistas, tanto por las vistas que ofrece como por las dificultades propuestas (cabe destacar la Peña de Colau y la Cova Santa, esta última dentro del barranco). Existe una ruta circular alrededor del barranco (PR-CV 147) a la que se conoce con el sobrenombre de La Catedral del Senderismo. En ella se recorren los más de seis mil escalones de piedra, de origen morisco. También se practica el descenso de barrancos en el tramo más encajonado de la garganta.
La riqueza del paisaje de esta zona se completa con "los Avencs", cuatro simas de gran interés para espeleólogos, llegando a tener 130 metros de profundidad una de ellas. En 1919 José Vicente Mengual (el tío Rull) descubrió la cueva de Rull, de singular belleza por la forma que adquieren sus estalactitas y estalagmitas, que pasó a propiedad municipal en 1994 y fue acondicionada y abierta al público en septiembre de 1995. Otras cuevas importantes de la zona son la Cueva Fosca y la Cueva de Reinós.